# Augusta (Italië)
Augusta is een stad in de provincie Syracuse op Sicilië. De stad ligt aan de oostkust van het eiland, ongeveer 32 kilometer ten noorden van Syracuse, en 41 kilometer ten zuiden van Catania. In 2001 had de stad 33.466 inwoners.
De stad heeft veel industrie, waaronder textielindustrie. In Augusta bevinden zich belangrijke olieraffinaderijen (ExxonMobil).

## Beknopte geschiedenis van Augusta
In de klassieke oudheid hadden Griekse kolonisten al een kolonie op deze plaats gesticht, die eeuwen later deel ging uitmaken van het Romeinse Rijk. In 1232 stichtte keizer Frederik II de stad Augusta hier, om de oostkust van het eiland te kunnen verdedigen. Hij bouwde om deze reden een kasteel, genaamd Castello Svevo, en een haven in de stad. Onder meer tijdens latere kruistochten werd het als havenstad gebruikt. In de 14e eeuw n.Chr. veroverden Spanjaarden de stad. In de 16e eeuw n.Chr. probeerden de Ottomanen de stad te veroveren. Als reactie hierop werden de forten Garcia, Vittoria en Avalos gebouwd.

## Geografie
Een plaats in de gemeente Augusta is onder andere Brucoli.
Op het grondgebied van Augusta, ten zuiden van de oude stad, bevindt zich de archeologische site Megara Hyblaea. Dit was ooit een Oud-Griekse havenstad.

## Geboren
- Simone Cuccia (1841-1894), advocaat, universitair docent rechtsgeleerdheid en parlementslid
- Gaetano Arangio-Ruiz, rechtsgeleerde en later rector van de universiteit van Macerata
- Salvatore La Ferla (1863-1931), comandante generale van de Guardia di Finanza
- Orso Mario Corbino (1876-1937), natuurkundige en politicus
- Giovanni Lavaggi (1958), Formule 1-coureur

## Foto's

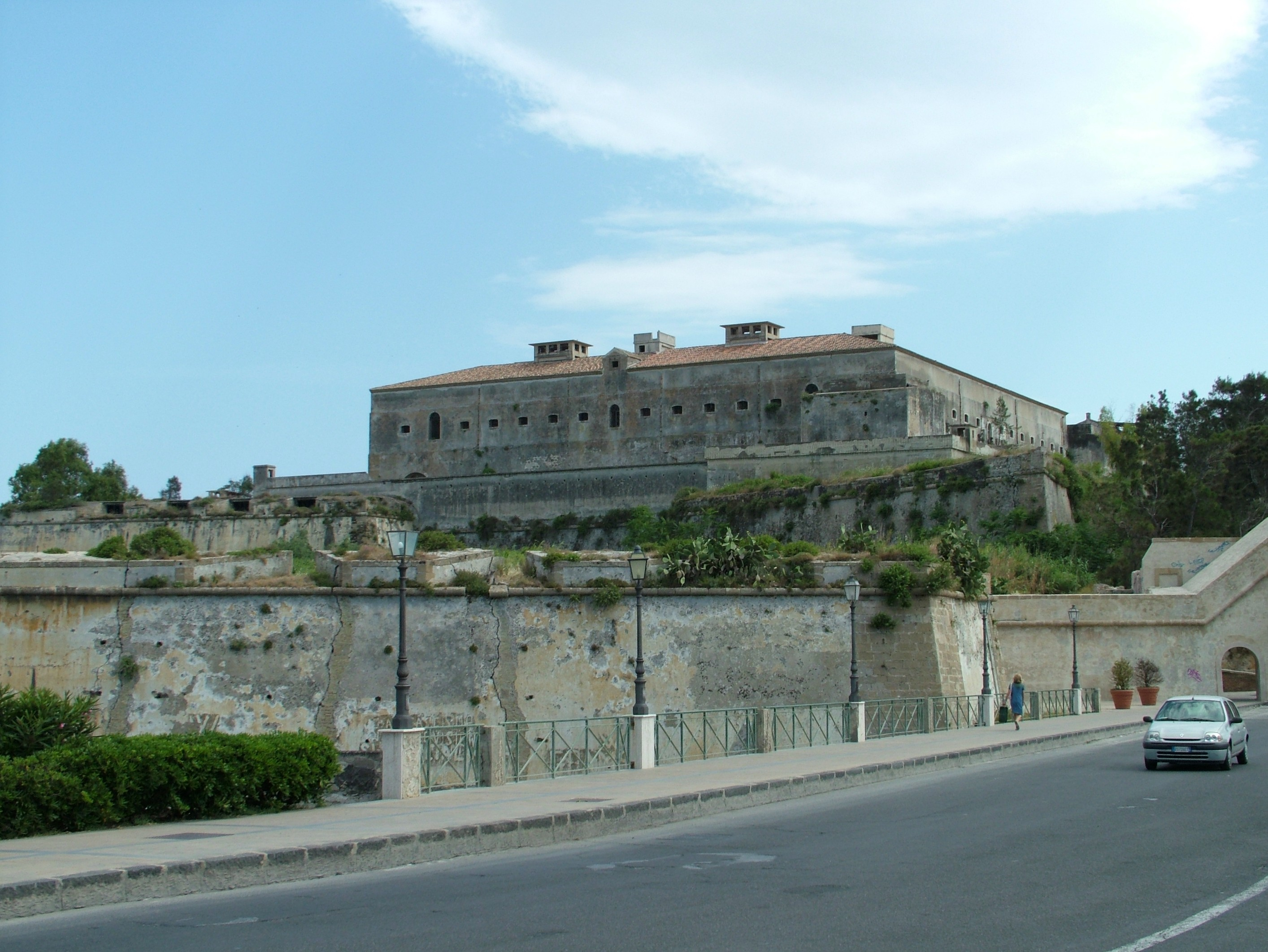
Kasteel van Augusta
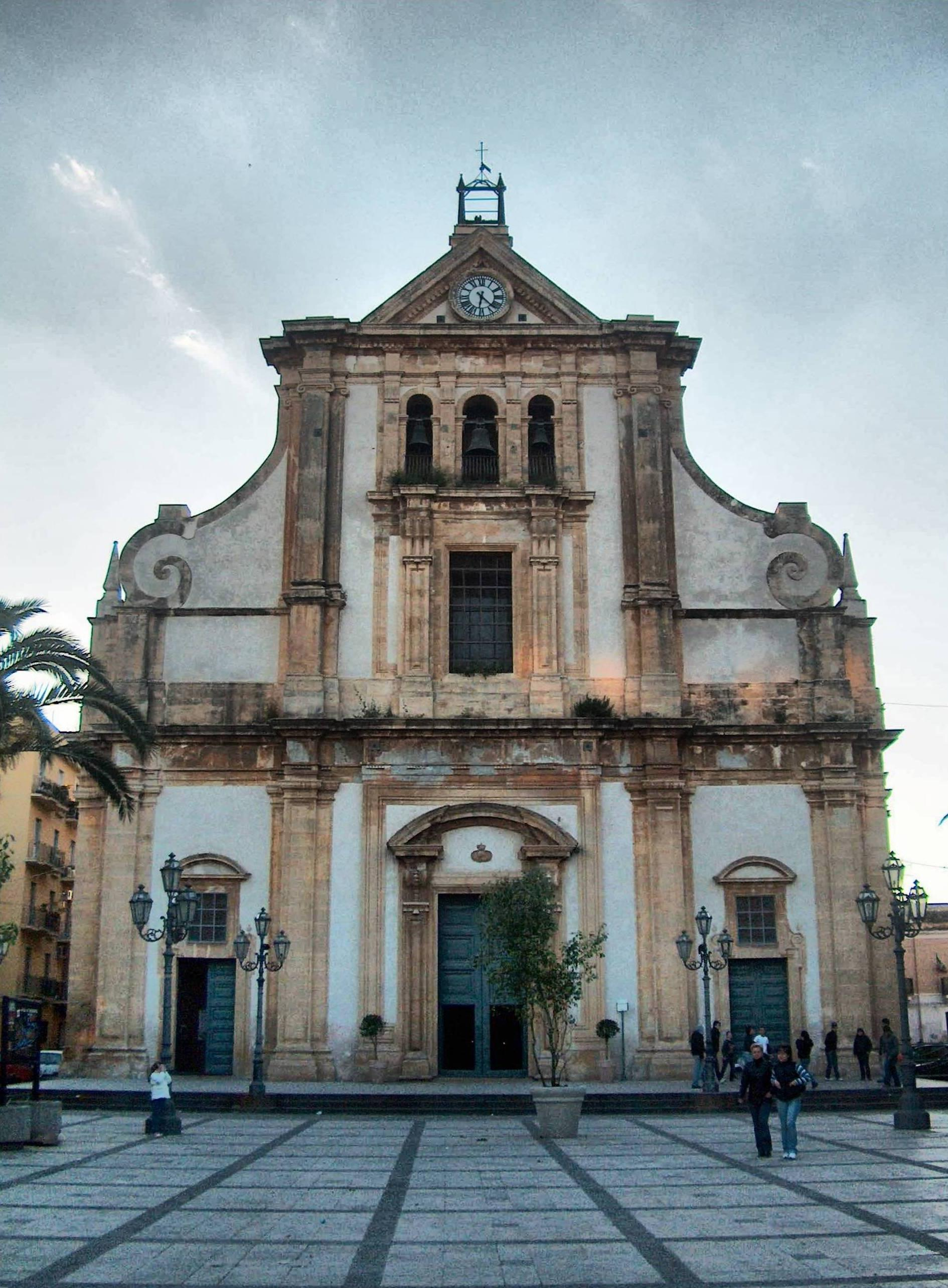
La Chiesa Madre
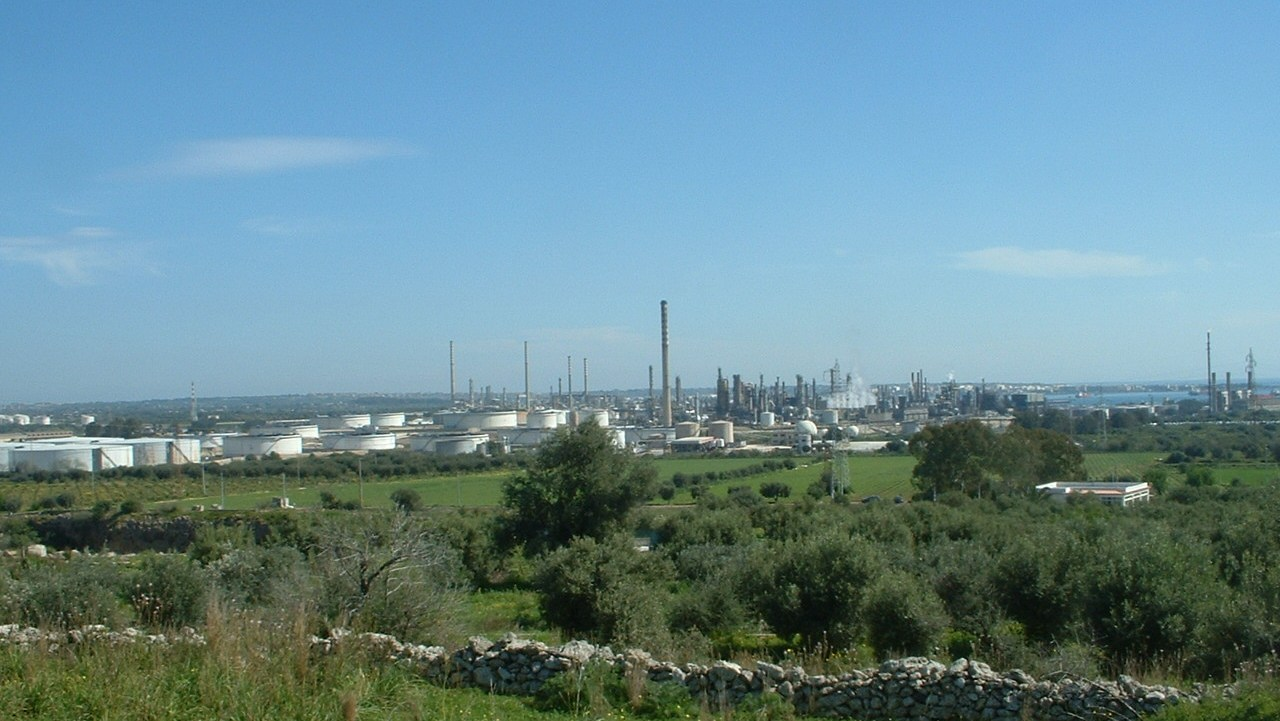
Olieraffinaderijen in Augusta.